# سابيستيانو غيريللي
سابيستيانو غيريللي (بالإيطالية: Sebastiano Girelli)‏ (3 فبراير 1984 بمانتوفا في فرنسا - ) هو لاعب كرة قدم إيطالي في مركز الدفاع. لعب مع نادي ريجيانا 1919 ونادي ساسولو ونادي مانتوفا وItaly national football C team ‏.

## وصلات خارجية
- سابيستيانو غيريللي على موقع قاعدة بيانات كرة القدم.إي يو (الإنجليزية)
- سابيستيانو غيريللي على موقع Soccerway.com (الإنجليزية)